# Ортман Ірина Вікторівна
Ірина Вікторівна Ортман (нар.. 22 липня 1978, Семипалатинськ, Казахська РСР, СРСР) — російська естрадна співачка, телеведуча. Солістка групи «Тутсі» (з 2004 по 2010, і з 2019 по теперішній час). З 2010 по теперішній час — сольна виконавиця.

## Біографія
Народилася 22 липня 1978 року в Семипалатинську в родині музиканта. Дитинство провела на Алтаї. Співає з чотирьох років. У дитинстві брала участь і перемагала на багатьох регіональних та всеросійських конкурсах молодих виконавців. Перший альбом «Хочу быть звездой» був записаний на музичній студії батька. Деякі пісні були написані Іриною особисто (одна з них «Где-то там» виконувалася артисткою під час гастрольного туру «Фабрики зірок-3» і виходила на музичних збірках Росії).
Потім навчалася в Барнаульському музичному училищі, Московському коледжі мистецтв. У 1997 році співачка переїхала до Москви. Пізніше працювала в театрі естрадної пісні Рената Ібрагімова, групи «Білий орел», в колективах Олександра Малініна та Олександра Буйнова, пробувалася на роль в мюзиклі «Дракула». У 1999 році Ірина брала участь у кастингу до групи «Блестящие». У 2003 році Ірина виступила у півфіналі конкурсу «Нова хвиля» в Юрмалі. У 2003 році Ірина Ортман стала фіналісткою телепроєкту «Фабрика зірок−3».
У тому ж році створено група «Тутсі», до складу якої увійшли Леся Ярославська, Настя Крайнова і Маша Вебер. Група за участю Ірини записала кілька хітів, було випущено два альбоми групи «Тутсі» — «Самый-самый» та «Капучино».
У 2005 році співачка закінчила музичний факультет Інституту сучасного мистецтва за спеціальністю «Музичне мистецтво естради. Естрадно-джазовий спів».
22 лютого 2008 року одружилася з бізнесменом Володимиром Перевозчиковим, який з цього часу став її продюсером (вони познайомилася за два роки до весілля на гастролях в Нижньому Новгороді). У січні 2014 року Ортман офіційно розлучилася з В. Перевозчиковим.
З 2010 року виступає як сольна виконавиця. «Я виросла з групи, і оскільки час контракту [з Віктором Дробишем] закінчується, я вирішила почати сольну кар'єру», — заявила співачка.
У 2010 році сюжет про співачку увійшов до документального фільму «Сусіди».
У 2012 році взяла участь у зйомках третього сезону екстремального телешоу «Жорстокі ігри» на Першому каналі. Пізніше виступала за збірну Росії в іншому проекті Першого каналу «Великі перегони» у Франції.
У 2012 році брала участь у записі молодіжного гімну міста Барнаула і зйомках кліпу на нього.
У квітні 2013 року в ефірі телеканалу СТС вийшов серіал «Янгол або демон», де Ірина зіграла одну з епізодичних ролей.
Зняла 5 кліпів на свої сольні пісні. Була ведучою програми про подорожі на телеканалі RTG.
У 2014 році вийшов перший сольний альбом під провокаційною назвою «Плагиат» («Плаgiат»). Після цього вона працювала телеведучою проекту «Військове Огляд» на телеканалі «Москва Довіра», випустила кілька відеокліпів і сольних синглів.
Навесні 2016 року одружилася зі співробітником спецслужб Романом Бабкіним.
26 квітня 2019 року вийшов другий альбом «Только твоя».
25 жовтня 2019 року у «Першому Музичному Видавництві» побачив світ сингл «Киев Москва» від автора Олексія Романоф.
У листопаді в Instagram солісток групи «Тутсі» з'явилася інформація про запис нового спільного синглу. 13 грудня на Першому Музичному Видавництві побачив світ сингл «Самый Лучший Мужчина» групи «Тутсі».
25 січня 2020 випустила новий кліп на пісню Олексія Романоф «Киев Москва» [Архівовано 6 травня 2020 у Wayback Machine.].
У лютому 2020 року на телеканалі «Росія 1» стартував новий сезон вокального шоу «Нумо всі разом», до числа експертів якого, вже вдруге, увійшла Ірина Ортман. (прим.) [Архівовано 6 лютого 2020 у Wayback Machine.]
14 лютого 2020 року у «Першому Музичному Видавництві» побачив світ сингл «Роман», а 20 лютого 2020 року вийшов третій альбом — «Лирика».
У квітні 2020 року почала роботу над новим музичним матеріалом і випустила сингл «Раскалённые угли».

## Особисте життя
Навесні 2016 року одружилася зі співробітником спецслужб Романом Бабкіним.

## Дискографія
У репертуарі співачки, окрім власних пісень, є пісні відомих композиторів і поетів Юрія Ерікона, Іллі Рєзника, Олександра Шульгіна, Римми Казакової, Євгена Муравйова, Олександра Луньова, Іллі Гурова, Олексія Романоф та ін

### Сольно
- «ПлаGиат» (2014)
- «Только твоя» (2019)
- «Лирика» (2020)

### У складі групи «Тутсі»
- «Самый-самый» (2005)
- «Капучино» (2007)

## Сингли
- «Меняю» (2003)
- «Где-то там» (2003)
- «Ромашки» (2007)
- «Что-то в тебе есть» (2010)
- «Медленно» (2011)
- «Париж» (2011)
- «Навсегда» (2013)
- «Заморочки» (2014)
- «Притяжение» (2014)
- «Сгораю дотла» (2014)
- «Только твоя» (2015)
- «Скучать» (2015)
- «Сочинения любви» (2016)
- «Держи меня» (2017)
- «За детей я Господа молю» (2017)
- «Новогодняя» (2017)
- «Я буду любить тебя всегда» (2018)
- «Посвящение офицерам» (2018)
- «Хочу» (2018)
- «Наизусть» (2019)
- «Художник» (2019)
- «Девчонка-Медичка» (2019)
- «Жасмин» (2019)
- «Киев — Москва» (2019)
- «Роман» (2020)
- «Раскаленные угли» (2020)

## Відеографія

### У складі групи «Тутсі»
- Самый-самый (2004)
- Я люблю его (2005)
- Горький шоколад (feat.КГБ) (2005)
- Сама по себе (2006)
- Сто свечей (2006)
- Чашка капучино (2007)

### Сольно
- Что-то в тебе есть! (2010)
- Амурчики (2010)
- Медленно… (2011)
- Ира (2013)
- Навсегда! (2013, дует з Олександром Киреєвим[16])
- Скучать (2015)
- Киев — Москва (2020)